# نیوپرت (شهر)، ورمانت
نیوپرت (شهر)، ورمانت (به انگلیسی: Newport (city), Vermont) یک سکونتگاه مسکونی در ایالات متحده آمریکا است که در شهرستان اورلئان، ورمانت واقع شده‌است.

## خصوصیات
نیوپرت ۱۹٫۷ کیلومترمربع مساحت و ۴٬۴۷۳ نفر جمعیت دارد و ۲۰۸ متر بالاتر از سطح دریا واقع شده‌است.